# Butterfly World Tour
Pour les articles homonymes, voir Butterfly.
Tournées par Mariah Carey
Daydream World Tour
(1996) Rainbow World Tour
(2000)
Butterfly World Tour est la troisième tournée de l'artiste américaine Mariah Carey. Cette tournée doit promouvoir l'album Butterfly (1997) et inclut quelques chansons de ses albums précédents. La tournée visite l'Asie, l'Australie et les États-Unis. Les répétitions commencent en décembre 1997. Débutant le 11 janvier 1998, la tournée comporte cinq concerts en Asie, six en Australie et une à Hawaii. Tout au long du spectacle, Carey porte une variété de costumes et change plusieurs fois de coupes de cheveux. Le Butterfly World Tour rencontre un immense succès et les 200 000 tickets pour les quatre concerts au Japon se sont vendus en une heure, battant le record qu'elle avait précédemment.
Le concert est enregistré en format VHS intitulé Around the World. La vidéo montre plusieurs concerts de la chanteuse à New York, au Japon, à Hawaii et à Brisbane. D'autres scènes sont incluses dans la vidéo comme une conversation entre Carey et Brenda K. Starr avant la performance de I Still Believe. Avant les prestations australiennes, on peut voir une scène où la chanteuse nage avec des dauphins. De plus, Olivia Newton-John apparaît lors de l'interprétation de Hopelessly Devoted to You. La vidéo connaît un succès et est certifié platine par la Recording Industry Association of America (RIAA) et or par l'Associação Brasileira dos Produtores de Discos (ABPD).

## Genèse
Depuis ses débuts en 1990, Carey ne s'est pas embarquée dans une immense tournée. En fait, elle n'a pas fait de tournée jusqu'à son troisième album studio Music Box (1993), où elle organise six concerts aux États-Unis intitulés le Music Box Tour. Le premier concert de la tournée n'a pas reçu de bonnes critiques qui étaient surs que Carey ne réussirait pas à établir un lien avec le public. Les concerts suivants ont mieux été accueillis et les critiques applaudissent les qualités vocales de Carey. Jon Pareles de The New York Times écrit au sujet de sa voix : « Au delà de tous les doutes, la voix de madame Carey n'est pas une préparation du studio. Sa gamme s'étend de l'alto grave aux aigus ; elle peut s'attarder sur des notes sensuelles, syncoper comme une chanteuse de jazz ». Cependant, après la forte attention des médias, Carey ne visite pas les États-Unis lors du Daydream World Tour en 1995. Cette fois-ci, la tournée est acclamée par les critiques et les fans, et bat tous les records de ventes. Les 150 000 tickets des trois concerts à Tokyo se vendent en moins de trois heures, et bat le record du temps de vente. Lors du Butterfly World Tour, Carey bat son record et vend les 200 000 tickets en moins d'une heure. En 1997, après le succès commercial et critique de Butterfly, Carey n'a pas prévu de partir en tournée, à cause des longs voyages et de la fragilité de sa voix. Cependant, en raison de la très forte demande des fans, elle accepte de se produire en Asie, et étend seulement la tournée à Taiwan et en Australie et un dernier concert aux États-Unis. Les répétitions débutent peu avant noël 1997 et durent deux semaines.
Initialement, le Butterfly Tour devait passer par l'Amérique du Nord ; Mariah Carey ayant comme projet le tournage du film Double-O Soul avec Chris Tucker au début de l'année 1998, l'ensemble des dates en Amérique du Nord ont dû être annulées. Par ailleurs, le film Double-O Soul n'a jamais vu le jour.

## Déroulement du concert
Le spectacle commence lorsque Carey apparaît sur la partie centrale de la scène, entourée de plusieurs longs rideaux drapés. Elle est accompagnée de trois chœurs, Trey Lorenz, Melonie Daniels et Kelly Price. L'introduction commence par Emotions et chaque rideau se lève, révélant Carey en haut d'une plateforme, vêtue d'une minijupe beige, une blouse et des talons aiguilles. Lorsqu'elle commence à chanter Emotions, la plateforme s'abaisse et Carey peut accéder aux autres parties de la scène tout au long de la chanson. Après une prestation intime avec les lumières faibles pour The Roof (Back in Time), elle est rejointe par un guitariste péruvien qui joue les principaux accords de My All. Par la suite, Carey chante Close My Eyes, la seule prestation où elle est assise. Durant la chanson, plusieurs danseurs exécutent des chorégraphies lentes et longues derrière Carey sur un niveau plus élevé de la scène.
Pour la seconde partie du concert, Carey change de costumes pour la seconde fois, et apparait en robe noire à paillettes. Pour l'interprétation de Dreamlover, Carey est rejointe par trois danseuse, qui imitent ses chorégraphies durant la chanson. La chanson suivante de la programmation est Hero et Carey se retrouve seule sur la scène. Après l'interprétation de la chanson, elle est rejointe par Lorenz, avec qui elle reprend I'll Be There. Ensuite, elle chante Make It Happen et change à nouveau de tenue. Elle porte une minijupe bleue, avec une blouse blanche sans manches et des boucles dorées. Sur scène, elle est rejointe par une chorale, habillé de longs vêtements noirs. Carey chante ensuite One Sweet Day avec une vidéo pré-enregistrée avec Boyz II Men durant leur précédente reprise au Madison Square Garden en 1995.
Après cette chanson, elle change encore une fois de costume et porte désormais un jean moulant tout en gardant sa blouse blanche. Sa prestation suivante est le remix de Fantasy avec Ol' Dirty Bastard, dont l'image est projetée sur un écran géant au fond de la scène tandis que Carey exécute des chorégraphies avec ses danseurs. Cette chorégraphie est la plus complexe que la chanteuse a exécuté lors de la tournée. Après l'interprétation de Babydoll et Whenever You Call disponibles dans certains pays, elle est à nouveau rejointe par des danseurs et chante Honey et rejoue le clip de la chanson. Carey change de costume et met un ensemble beige similaire au premier puis interprète son premier succès Vision of Love. La chanson de clôture de la tournée est Butterfly qui présente des photos de papillons et de fleurs sur le grand écran derrière Carey. Elle porte une longue robe à paillettes brune pour la prestation et est rejointe par son trio de chœurs. Durant les concerts au Japon, Carey reprend son tube All I Want for Christmas Is You, accompagnée de plusieurs danseurs et danseuses, puis font des chorégraphies. Durant la chanson, elle porte un costume de noël et est portée par ses danseurs qui la transporte sur toute la scène.

## Accueil
La quasi-totalité des billets ont été vendus ; les 200 000 tickets prévus pour les quatre concerts à Tokyo ont été vendus en moins d'une heure, battant ainsi son propre record. De plus, tous les tickets pour les spectacles en Australie ont été vendus en quelques heures et Carey a dû ajouter une date supplémentaire pour les États-Unis. Le concert à Hawaii, d'une capacité de 50 000 personnes, a très bien marché, et Carey est l'une des quelques artistes qui ont réussi à remplir l'Aloha Stadium. D'autre part, les fans de Carey et les critiques ont tout particulièrement appréciés les concerts et la voix de la chanteuse.

## Enregistrements
Durant la tournée, plusieurs concerts sont filmés et rassemblés dans la vidéo Around the World. Elle montre des concerts au Tokyo Dome, Aloha Stadium et d'autres scènes qui n'ont aucun rapport avec la tournée. Elle débute avec les concerts à Hawaii, où les chansons sont coupées pour exclure les deuxièmes couplets et les ponts pour réduire la durée de la vidéo. L'interprétation de My All est entrecoupée des concerts à Tokyo et à Taipei. Après la fin de la chanson, on peut voir une conversation entre Carey et Brenda K. Starr, qui lui rend hommage dans un club privé de New York en chantant I Still Believe. Après la prestation de Carey et Trey Lorenz sur I'll Be There, on la voit nager avec des dauphins en Australie. On voit ensuite l'interprétation de Hopelessly Devoted To You, où elle est rejointe par Olivia Newton-John sur scène à Melbourne. On voit ensuite l'image d'un rassemblement de fans devant un studio de New York après Whenever You Call, Honey et Hero. La vidéo connaît son petit succès et est certifiée platine par la Recording Industry Association of America (RIAA) pour la vente de 100 000 exemplaires. Au Brésil, elle est certifiée or par l'Associação Brasileira dos Produtores de Discos (ABPD).

## Dates de la tournée
| Date            | Ville     | Pays       | Lieu                           |
| --------------- | --------- | ---------- | ------------------------------ |
| 11 janvier 1998 | Tokyo     | Japon      | Tokyo Dome                     |
| 14 janvier 1998 | Tokyo     | Japon      | Tokyo Dome                     |
| 17 janvier 1998 | Tokyo     | Japon      | Tokyo Dome                     |
| 20 janvier 1998 | Tokyo     | Japon      | Tokyo Dome                     |
| 24 janvier 1998 | Taipei    | Taïwan     | Stadium municipal de Taipei    |
| 31 janvier 1998 | Brisbane  | Australie  | Brisbane Entertainment Centre  |
| 2 février 1998  | Sydney    | Australie  | Sydney Entertainment Centre    |
| 6 février 1998  | Sydney    | Australie  | Sydney Entertainment Centre    |
| 10 février 1998 | Perth     | Australie  | Burswood Entertainment Complex |
| 13 février 1998 | Melbourne | Australie  | Rod Laver Arena                |
| 16 février 1998 | Melbourne | Australie  | Rod Laver Arena                |
| 21 février 1998 | Honolulu  | États-Unis | Aloha Stadium                  |

## Crédits
- Walter Afanasieff – directeur de la tournée, claviers
- Dan Shea – claviers
- Vernon Black – guitare
- Randy Jackson – basse
- Gigi Conway – batteries
- Peter Michael – percussion
- Gary Cirimelli – séquenceur musical
- Trey Lorenz – chant, chœur
- Kelly Price – chœurs
- Cheree Price – chœur
- Melodie Daniels – chœurs
- Cindy Mizelle – chœur

Source

## Compléments